# Río Bogomolka
El río Bogomolka (del ruso: Богомолка) es un río del óblast de Tiumén, en Rusia. Es un afluente por la derecha del río Balajlei, que lo es río Vagái, que lo es a su vez del río Irtish, y este a su vez del río Obi, a cuya cuenca hidrográfica pertenece.

## Geografía
Su curso tiene 13 km de longitud. Nace a unos 121 m en una zona de turberas 8.5 km al sureste de Ovsovo y se dirige hacia el norte-noroeste hasta llegar a esta localidad, donde desemboca a 97 m de altura en el Balajlei, a 96 km de su desembocadura en el río Vagái en Utmarka.